# Cratere Uyengimi
Uyengimi  è un cratere sulla superficie di Venere.